# لانا (آلبوم)
لانا (به انگلیسی: Lana) (به‌صورت کامل اس‌اواس دیلاکس: لانا نوشته می‌شود) دومین آلبوم استودیویی از خواننده-ترانه‌پرداز آمریکایی سیزا می‌باشد که در ۲۰ دسامبر سال ۲۰۲۴ از سوی تاپ داگ اینترتیمنت و آرسی‌ای رکوردز منتشر گردید.

## پس‌زمینه
سیزا مدتی کوتاه پس از انتشار دومین آلبوم استودیویی‌اش با نام اس‌اواس (۲۰۲۲) که با تحسین گسترده و موفقیت تجاری همراه بود، در انتهای یکی از پست‌های اینستاگرام خود، خیلی زود با یک یادداشت کوتاه در انتهای یکی از پست‌های اینستاگرامش – که در آن از کل عوامل تشکر کرده بود – به نسخهٔ دیلاکس آلبوم اشاره کرد. طبق گفته‌های سیزا طی مصاحبه با موست ریکوئستد لایو در ژانویهٔ سال ۲۰۲۳ و بیلبورد در فوریه، قرار بود نسخهٔ استاندارد آلبوم ده قطعه داشته باشد. سیزا بعدها در سپتامبر پرده از نام نسخهٔ دیلاکس آلبوم برداشت: لانا.